# خطوط حاويات الشحن الصينية المحدودة
خطوط حاويات الشحن الصينية المحدودة ( CSCL ) ، كانت شركة شحن بحري في حاوية ، مقرها في شنغهاي ، الصين .
أدى التراجع المستمر في صناعة شحن الحاويات الذي بدأ في عام 2013 ، والذي نتج عن عوامل مختلفة مثل ضعف الناتج المحلي الإجمالي العالمي ، وضعف الطلب على شحن الحاويات ، وتباطؤ نمو التجارة العالمية ، والقدرات الزائدة لسفن الحاويات إلى ترك سوق شحن الحاويات معطلة. أثار الركود موجة من عمليات الاندماج والاستحواذ مقترنة بتحالفات مشاركة السفن المعدلة مع تدافع خطوط الحاويات لتبقى قابلة للاستمرار ماليا. بناء على ذلك؛ بسبب التراجع في الصناعة ، دخلت مجموعة الشحن الصينية الرئيسية ، الشركة الأم لـ خطوط حاويات الشحن الصينية المحدودة ، في محادثات اندماج متقدمة مع مجموعة كوسكو المملوكة للحكومة في أكتوبر 2015. بحلول أواخر ديسمبر 2015 ، أعلن الاثنان عن اندماج رسمي بعد موافقة الجهات التنظيمية ومكافحة الاحتكار . نصت خطة التكامل على أن خطوط حاويات الشحن الصينية المحدودة سوف تسحب مشاركتها في أعمال شحن الحاويات وتتوقف عن العمل كناقل. وبدلاً من ذلك ، من المقرر أن تصبح شركة تأجير حاويات وإدارة أصول مالية. وفي الوقت نفسه ، قسم الشحن الحاويات مجموعة كوسكو . من المتوقع أن تتولى خطوط كوسكو للحاويات (التي أعيدت تسميتها خطوط الشحن كوسكو) ، المشغل الوحيد لأسطول السفن. علاوة على ذلك ، كجزء من خطة إعادة التكوين ، تم التخلي عن علامة سي اس سي ال (CSCL) التجارية وإعادة تسميتها باسم شركة كوسكو لتطوير الشحن في محاولة لمواءمة الشركة مع هويتها الجديدة في الكيان الضخم المدمج.
الشركة الجديدة التي تشكلت من خلال دمج الصين للشحن و كوسكو ؛ وتهدف الآن المعروفة باسم شركة كوسكو الصينية للشحن ، إلى توسيع حجم أسطولها إلى أكثر من 2 مليون حاوية مكافئة بحلول عام 2018 ، مما يجعلها ثالث أكبر ناقلة حاويات في العالم من حيث سعة السفن .
قدمت شركة خطوط حاويات الشحن الصينية المحدودة ، التي تأسست في عام 1997 ، خدمات نقل وتخزين وتبادل بيانات بحرية وبحرية في حاويات كاملة في جميع أنحاء العالم. استدعت الشركة الموانئ في جميع أنحاء العالم ، وأكثر من 30 ميناء من جنوب الصين إلى شمال الصين في أعمالها الساحلية المحلية. كما قامت بتشغيل ساحات الحاويات والشاحنات ووكالات الشحن الدولية ومرافق المحطات في العديد من البلدان. شملت خدمات الشحن في أمريكا الشمالية نقل البضائع المبردة في أسطول الحاويات المبردة الخاص بالخط ، بالإضافة إلى خدمات حاويات الشحن المتخصصة الأخرى. واصلت خطوط حاويات الشحن الصينية المحدودة نموها بسرعة حتى أصبحت ثامن أكبر خط للحاويات في ذروتها بعد الحصول على حصة الأقلية في خطوط الحاويات البحرية لآسيا والمحيط الهادئ في كندا. يتألف أسطولها من أكثر من 150 سفينة ، بسعة تشغيل إجمالية تبلغ 600,000 وحدة مكافئة لعشرين قدما .

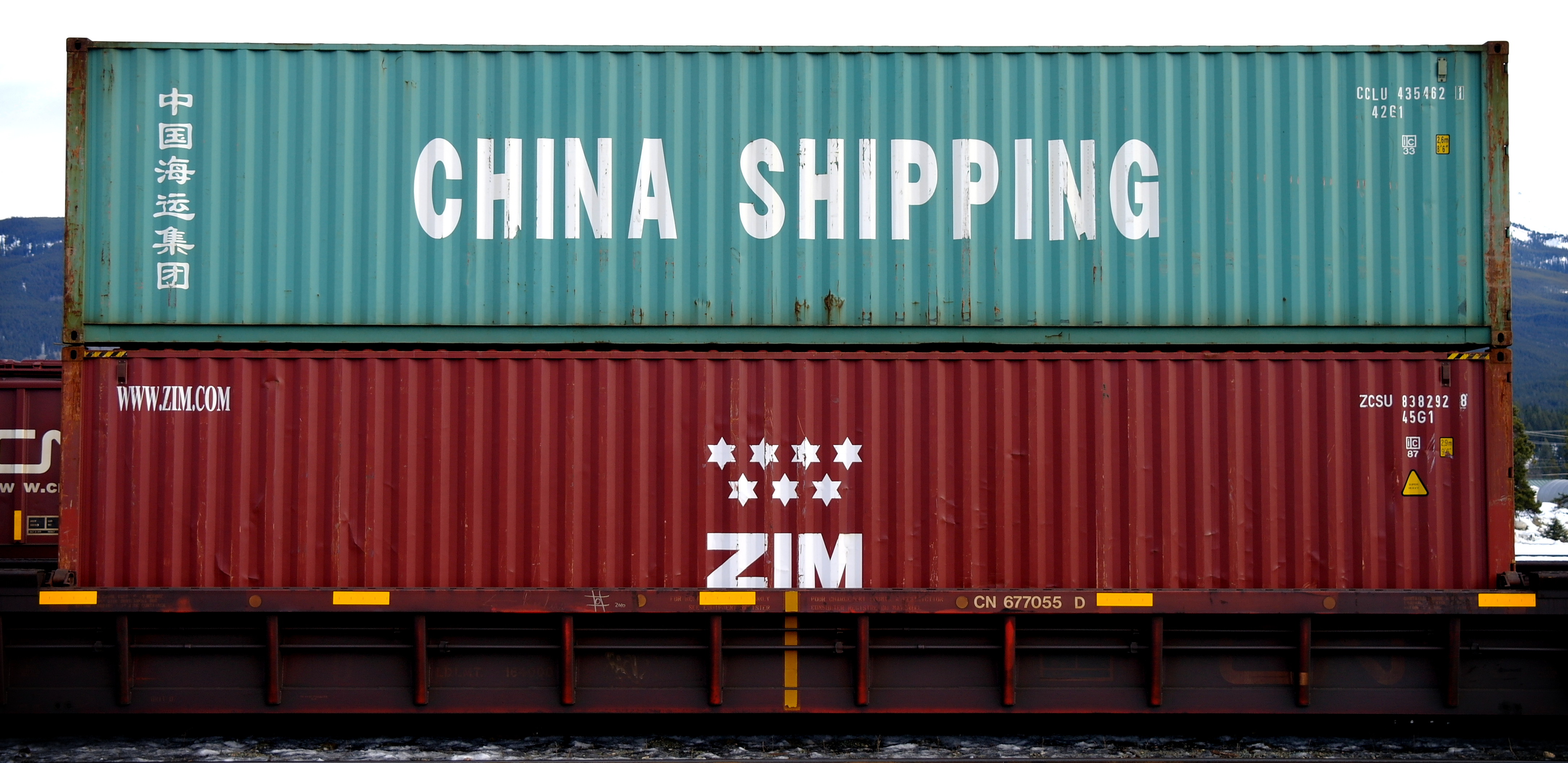
حاوية شحن الصين

## روابط خارجية
- الموقع الرسمي
 باللغة الإنجليزية
- موقع وكالة الشحن الصينية لأمريكا الشمالية
- موقع وكالة الشحن الصينية التركية